# Autodidakt
 Der er for få eller ingen kildehenvisninger i denne artikel, hvilket er et problem. Du kan hjælpe ved at angive troværdige kilder til de påstande, som fremføres i artiklen.

En autodidakt (af græsk autodídaktos = "selvlært") er en person, som på egen hånd har tilegnet sig viden og erfaring.
Autodidakte findes især i kunst, litteratur, skuespil og håndværk. 
Ordet autodidakt er ofte negativt ladet, da den autodidakte anses for uuddannet. Mange klarer sig dog fint uden en formel uddannelse. Skellet mellem en uddannet og en autodidakt kan være hårfint .